# 검단중학교
검단중학교(黔丹中學校)는 대한민국 인천광역시 서구 마전동에 있는 공립 중학교이다.

## 학교 연혁
- 1969년 9월 2일 : 검단중학교(6학급) 설립 인가
- 1970년 3월 2일 : 초대 양명석 교장 취임
- 1970년 3월 2일 : 제1회 입학(2학급 92명)
- 1984년 9월 15일 : 역도부 창설
- 1995년 3월 1일 : 인천광역시 교육청으로 편입
- 1998년 1월 19일 : 30학급 증설인가
- 1998년 3월 31일 : 교실 22실 증축 준공
- 2000년 10월 28일 : 학생 급식소 준공
- 2005년 7월 14일 : 태권도부 창설
- 2009년 3월 1일 : 특수학급(1학급) 개설
- 2009년 6월 23일 : 전자도서관 「솔자람」 개관
- 2011년 3월 18일 : 다목적 강당 「한솔관」 개관
- 2011년 9월 20일 : 창의과학실 개관
- 2024년 9월 1일 : 제21대 홍성철 교장 취임
- 2025년 1월 9일 : 제53회 졸업식 287명(남 151명, 여 136명)

## 참고 자료
- 검단중학교 - 한국교육학술정보원 학교알리미